# Килиманджаро (область)
Килиманджаро (суахили Mkoa wa Kilimanjaro, англ. Kilimanjaro Region) — одна из 30 областей (суахили Mkoa) Танзании. Площадь области составляет 13 309 км², по переписи 2012 года её население составило 1 640 087 человек. Административным центром является город Моши.

## География
Расположена на севере страны, граничит с Кенией. Названа по расположенному здесь вулкану Килиманджаро.

## Административное деление
Область подразделяется на 7 округов (суахили Wilaya):
- Ромбо
- Хаи
- Моши сельский
- Моши городской
- Мванга
- Саме
- Сиха (Siha)